# Or (color)
El color or agafa el seu nom del metall del mateix nom. És una tonalitat del groc associada al brillant, a l'alegria i a la terra.
El color or a la web de vegades es coneix com daurat per distingir-lo del color or metàl·lic. L'ús de l'or com a terme de color en l'ús tradicional s'aplica més sovint al color "or metàl·lic"
El primer ús registrat de l'or com a nom de color en anglès va ser el 1300 per referir-se a l'element or i el 1423 per referir-se als cabells rossos.
L'or metàl·lic, com en la pintura, sovint s'anomena to daurat, o sòl daurat quan es descriu un fons d'or massís. En heràldica, s'utilitza la paraula d'origen francès or. En la construcció de models, el color daurat és diferent del llautó. Un objecte argentat brillant o metàl·lic es pot pintar amb groc transparent per obtenir tons daurats, cosa que es fa sovint amb decoracions de Nadal.

## En la cultura
El daurat és en l'espectre de colors aquell que simbolitza l'abundància, amb el sol, les riqueses i el poder. En combinació amb el negre significa elegància. En altres àmbits, també es pot parlar d'un daurat savi, creativitat, principi transformador i de coneixements. Durant la història, l'or i els seus matisos han estat presos com icones de la reialesa, de la fortalesa i en diversos casos, com els lleons daurats de la Gran Bretanya, certes deïtats i cultes religiosos. Clars exemples d'això últim és el ja denominat com els halos (o aurèoles) que els sants porten al cap; el color de la poma de la discòrdia que portava Eris; els orbes solars que portaven alguns dels déus egipcis (com Ra (mitologia)); o la pell de Chaitania en la cultura i religió hindú. El Nombre d'or o altrament anomenat, raó àuria, secció àuria o divina proporció.

### Colors web
Diversos tons daurats porten la denominació Goldenrod, que significa "vara d'or", una flor groga daurada.
| Nombre HTML           | Codi hex R G B | Códi decimal R G B | Codi H S L   |
| --------------------- | -------------- | ------------------ | ------------ |
| Colors daurats        |                |                    |              |
| LightGoldenrodYellow  | FAFAD2         | 250 250 210        | 60° 80% 90%  |
| PaleGoldenrod         | EEE8AA         | 238 232 170        | 55° 67% 80%  |
| Caqui (Khaki)         | F0E68C         | 240 230 140        | 54° 77% 75%  |
| Or (Gold)             | FFD700         | 255 215 0          | 51° 100% 50% |
| Vara d'or (Goldenrod) | DAA520         | 218 165 32         | 43° 74% 49%  |
| DarkGoldenrod         | B8860B         | 184 134 11         | 43° 89% 38%  |